# Angel of Grief
Angel of Grief (L'Ange du chagrin) est une sculpture datant de 1894 sculptée par William Wetmore Story. Elle sert de tombe pour l'artiste et sa femme Emelyn Story au Cimetière non-catholique de Rome. Son nom complet, selon son créateur, est The Angel of Grief Weeping Over the Dismantled Altar of Life (L'Ange du Chagrin pleurant sur l'autel détruit de la vie).

## Histoire
Angel of Grief est la dernière œuvre majeure de William Wetmore Story avant sa mort : il décède un an après sa femme. La création de la statue est documentée dans un article du Cosmopolitan Magazine daté de 1896 : selon cet article, Story a perdu tout intérêt pour la sculpture à la mort de sa femme Emelyn, mais il est incité à créer le monument par ses enfants, qui le considèrent comme un moyen de garder le souvenir de sa femme. Contrairement à la représentation traditionnelle des anges sur les tombes, « cette sculpture dramatique à taille humaine parle davantage de la douleur de ceux qui restent ». Story lui-même dit à son sujet : « Elle représente l'Ange du Chagrin, en plein abandon, se jetant, les ailes pendantes et le visage caché, sur un autel funéraire. Elle représente ce que je ressens. Elle représente la Prostration. Pourtant, la fabriquer m'aide. »

## Sculptures similaires

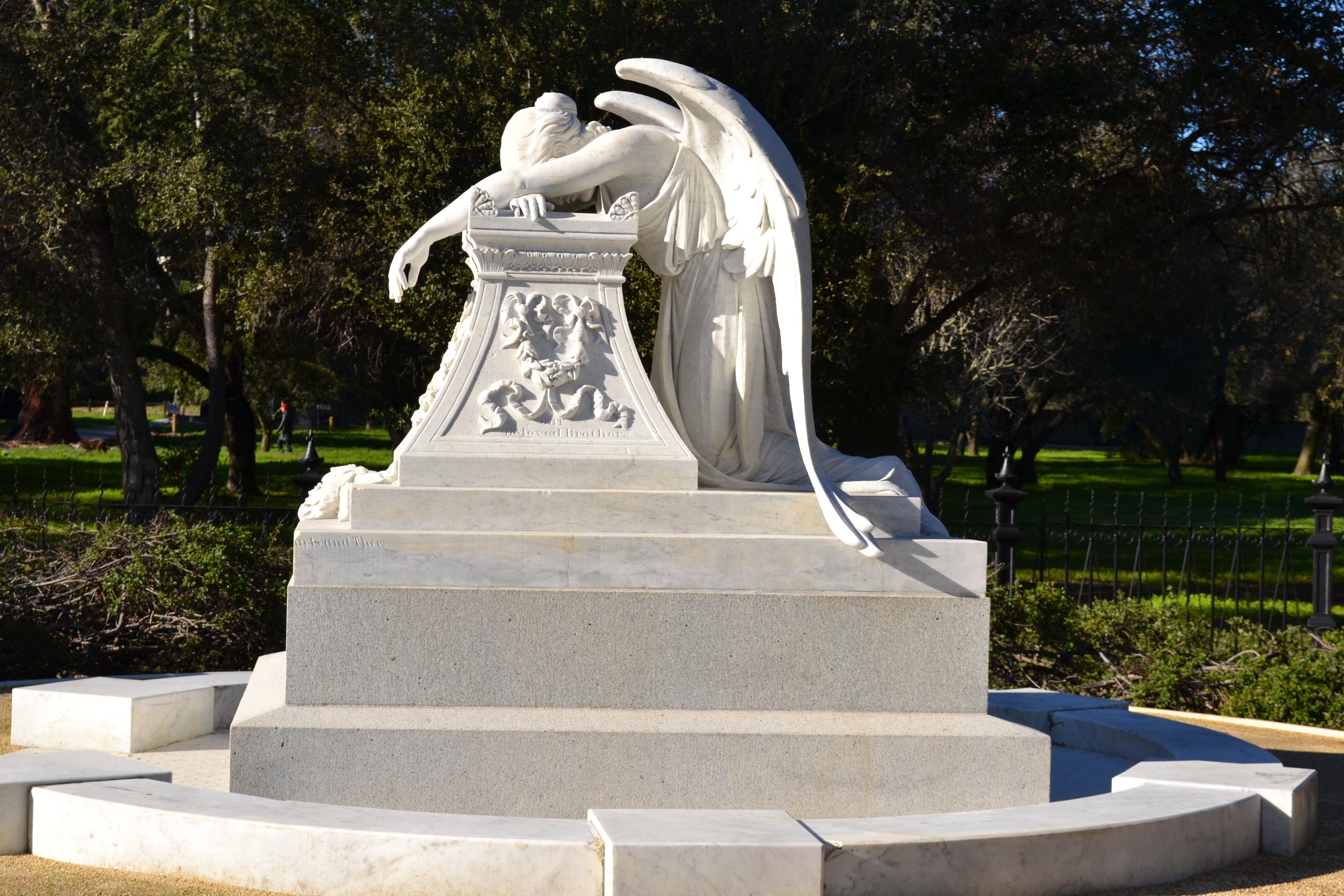
Le monument à Henry Lathrop de l'Université Stanford.

Le terme « Angel of Grief » est désormais utilisé pour plusieurs monuments funéraires à travers le monde dans le même style que celui de Story. Selon un article du Guardian, cette sculpture est « l'une des images les plus copiées du monde ».
Parmi les répliques les plus célèbres de l'Angel of Grief se trouve le monument à Henry Lathrop dans l'Arboretum de l'université Stanford. Henry Lathrop est le frère de Jane Stanford, cofondatrice de l'Université Stanford. La réplique a été faite en 1901, mais elle a été gravement endommagée par le séisme de 1906 à San Francisco et remplacée en 1908. Restée longtemps à l'abandon, elle a été restaurée en 2001,,. Un autre exemple notable est l'Ange de Cassard érigé vers 1908 au cimetière de Green-Wood à Brooklyn, New York.

## Dans la culture populaire
L'image de l'Angel of Grief a été largement utilisée dans la culture populaire, en particulier pour des pochettes d'albums, comme The Edge of Twilight de The Tea Party (1995), un EP d'Evanescence (1998), Once de Nightwish (2004), ainsi que pour le single Calling All Angels de Lenny Kravitz, et dans le film La Dame en noir (2012).